# Ota Yoshiaki
Ota Yoshiaki (sinh ngày 11 tháng 6 năm 1983) là một cầu thủ bóng đá người Nhật Bản.

## Đội tuyển bóng đá quốc gia Nhật Bản
Ota Yoshiaki được triệu tập vào đội tuyển Nhật Bản tham dự Cúp bóng đá châu Á 2007.